# Felix Pollak (Schriftsteller)

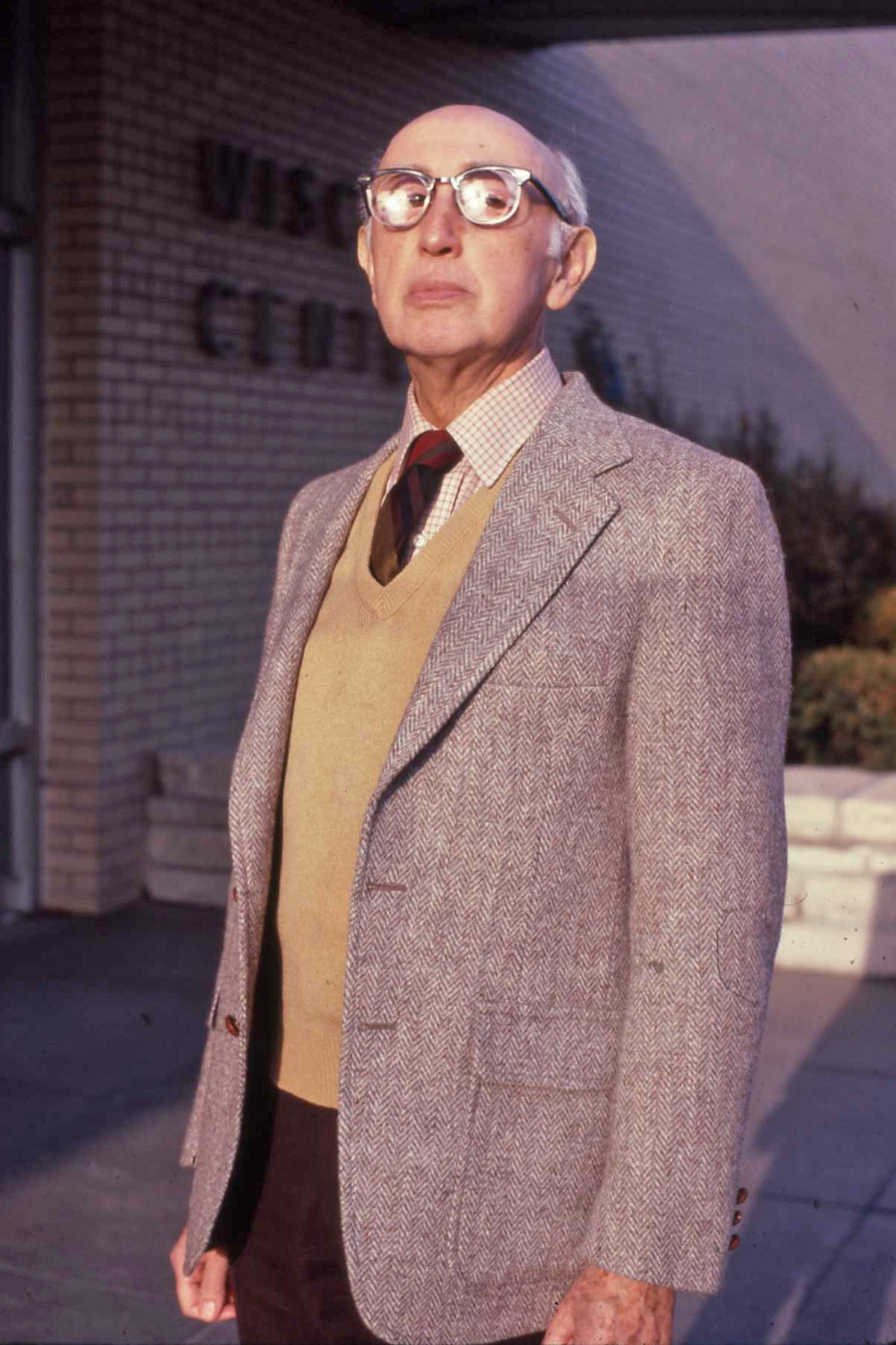
Felix Pollak im Jahre 1984

Felix Pollak (geboren 11. November 1909 in Wien, Österreich-Ungarn; gestorben 19. November 1987 in Madison, Wisconsin, USA) war ein austroamerikanischer Bibliothekar, Schriftsteller und Übersetzer.

## Leben
Felix Pollak war ein Sohn des Ingenieurs Geza Pollak und der Helena Schneider. Er studierte seit 1930 Jura an der Universität Wien und interessierte sich für das Theater, so dass er das Studium abbrach und ab 1934 das Theaterseminar bei Max Reinhardt besuchte. Er erhielt von Reinhardt den Auftrag, bei den Salzburger Festspielen die Regie für den Sommernachtstraum zu übernehmen. Unter dem Pseudonym Felix Anselm veröffentlichte er erste Gedichte und Aphorismen in der Neuen Presse. 1936 nahm er die Juraausbildung wieder auf. Beim Anschluss Österreichs 1938 floh er in die USA. Auch seinen Eltern und seinem Bruder gelang die Flucht.
Pollak musste zunächst die Sprache lernen, schlug sich mit Gelegenheitsjobs durch und lebte von der Unterstützung durch das Jewish Refugee Committee. Dann begann er eine Ausbildung zum Bibliothekar und schloss die erste Stufe 1941 an der University of Buffalo mit einem Bachelor ab. Im Zweiten Weltkrieg wurde er 1943 in die US Army eingezogen und in Europa als Übersetzer in Kriegsgefangenenlagern für gefangene Wehrmachtssoldaten eingesetzt. Nach Kriegsende konnte er dank des G. I. Bill sein Studium an der University of Michigan fortsetzen und erhielt 1949 einen Masterabschluss. Pollak heiratete 1950 Sara Allen. An der Universität Wien wurde er 1953 in Jura promoviert.
Pollak arbeitete bis 1959 als Bibliothekar für Rara (rare books) an der Northwestern University und danach in ähnlicher Funktion im Range eines Professors an der University of Wisconsin bis zu seiner Pensionierung 1974. Ausgehend von der Schenkung der Sammlung von Marvin Sukov, eines Psychiaters aus Minneapolis, baute Pollak die Little Magazine Collection auf, in der kleine Poetik-Zeitschriften, avantgardistische Literaturzeitschriften und Undergroundmagazine gesammelt werden. Sie galt bei seinem Tod als „die weltweit beste ihrer Art“.
Pollak schrieb weiterhin Lyrik, er veröffentlichte im Laufe der Zeit eine Vielzahl von Gedichten und Essays in Zeitschriften und sieben Gedichtbände. Sein bekanntestes Gedicht "Speaking: The Hero", das erstmals 1957 in der kurzlebigen Zeitschrift Olivant publiziert worden war, widmete er später um, indem er es in Walter Lowenfels’ Anthologie Where is Vietnam abdrucken ließ. Diese war 1967 auf Englisch, Französisch und Ungarisch, 1968 auch auf Deutsch herausgegeben worden. Er selbst soll es 1969 auf einer Demonstration gegen den Vietnamkrieg vorgetragen haben. Pollaks literarische Themen waren breit gefächert. Häufig und sehr grundsätzlich bearbeitete er die Frage nach dem Gedenken an den Holocaust in einer Zeit, die zur Normalität zurückgefunden zu haben schien:
It all has passed and is gone, the cries silenced, the blood

congealed in the earth. The cries dissolved in air, the blood

sucked up by grass, transformed into the sap of young trees.

The torturers again what they had been before - hotel captains,

clerks, engineers, raising families and pets, watching wrestling

on Fernseh screens, with only a faint remembrance, a vague

nostalgia for Kraft durch Freude - wo sind die Zeiten![…]
Im Gegenzug zur Schilderung dieser Verdrängungsarbeit verdeutlichte er in dem Gedicht „Madame Tussaud's: A Guided Tour“, das in dem Band Benefits of Doubt veröffentlicht wurde, dass „For some of us, the ovens of Auschwitz and /Treblinka are still burning in the background /And always will.“. Immer wieder machte er auch seine Heimatstadt Wien, die Frage nach dem Zusammenhang von europäischer Kultur und Holocaust und seine fortschreitende Erblindung zum Thema seines Dichtens. Postum erschien in Deutschland der Band Vom Nutzen des Zweifels (1989), an dem Pollak noch mit dem Herausgeber und langjährigen vertrauten, dem Literaturwissenschaftler Reinhold Grimm, gearbeitet hatte: Neben Pollak selbst steuerten Hans Magnus Enzensberger, Reinhold Grimm und Klaus Reichert die Übersetzungen bei. Einige der Gedichte, die in dem Band erschienen waren, sind im Original Deutsch. Dazu gehören „Auszähl-Lied 1945“, „Niemalsland“ und „Beim Schreiben meiner Autobiographie“. Seine Korrespondenz mit Anaïs Nin wurde 1999 veröffentlicht.

## Werke (Auswahl)
- The castle and the flaw. Poems. La Rochelle, NY : Elizabeth Press, 1963
- 28 poems. 1966
- Say when. Lacrosse : Juniper, 1969
- Ups and downs: the underground presses. 1970
- Voyages to the inland sea, II : essays and poems 1972
- Essays and poems. 1972
- Ginkgo. La Rochelle, NY : Elizabeth Press, 1973
- Subject to change. Lacrosse : Juniper, 1978
- Prose and cons. Lacrosse : Juniper, 1983
- Tunnel visions : poems, short prose, translations. Peoria : Spoon River Poetry Press, 1984
- Benefits of doubt : selected poems. Peoria : Spoon River Poetry Press, 1988
  - Vom Nutzen des Zweifels. Gedichte. Frankfurt am Main : Fischer-Taschenbuch-Verlag, 1989
- Reinhold Grimm, Sara Pollak (Hrsg.): Lebenszeichen. Aphorismen und Marginalien. Wien :  Verlag für Gesellschaftskritik, 1992 ISBN 3-85115-167-4
- Gregory H. Mason (Hrsg.): Arrows of longing : the correspondence between Anaïs Nin and Felix Pollak, 1952–1976. 1998